# 우루기촌
우루기촌(일본어: 売木村)은 일본 나가노현 시모이나군 남단에 있는 촌이다.

## 지리
나가노현 남단에 위치한다. 해발 1,000m급 산지로 둘러싸인 산촌이며 덴류강의 지류인 우루기강변의 작은 분지에 취락이 분포한다. 중심 취락의 고도는 약 800m이다.

## 역사
- 1948년 7월 1일 - 유타카촌이 우루기촌과 와고촌으로 분리되었다.

## 인구
| 연도 | 인구  | ±%     |
| ---- | ----- | ------ |
| 1950 | 1,469 | —      |
| 1960 | 1,320 | −10.1% |
| 1970 | 1,024 | −22.4% |
| 1980 | 828   | −19.1% |
| 1990 | 743   | −10.3% |
| 2000 | 741   | −0.3%  |
| 2010 | 656   | −11.5% |

## 교통

### 도로
- 국도 418호선